# Große Instruktion (Katharina II.)

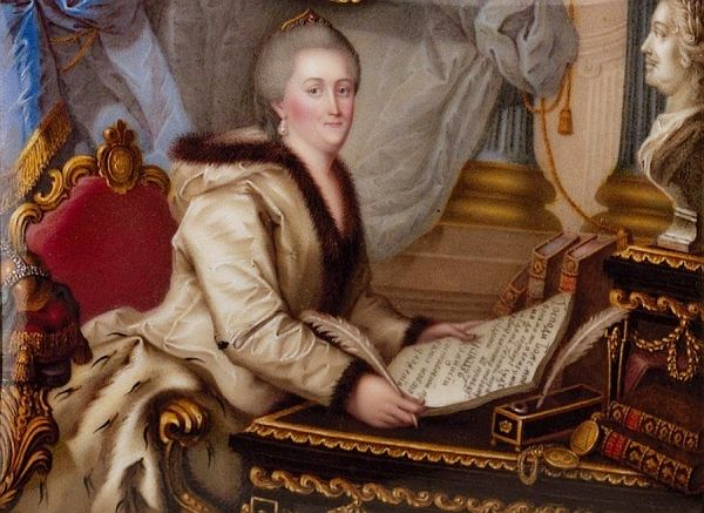
Katharina II. mit dem Manuskript der Großen Instruktion

Große Instruktion oder Nakas (russisch Наказ Екатерины II Комиссии о составлении проекта нового Уложения, deutsch: Instruktion Katharinas II. an die Kommission zur Ausarbeitung eines neuen Gesetzbuchs) ist ein Dokument des aufgeklärten Absolutismus, das Katharina II. 1767 als Leitfaden für die von ihr einberufene Gesetzbuch-Kommission veröffentlichte. Die Große Instruktion umfasst einschließlich der beiden 1768 hinzugefügten Anhänge 655 Artikel, in denen Katharina ihre Grundprinzipien für Politik, Gesetzgebung, Rechtspflege, Verwaltung und Entwicklung des Reichs darlegt. Es ist das zentrale Dokument ihrer Herrschaft und stellt gewissermaßen ihre Regierungserklärung dar. Sie übernimmt und verarbeitet darin Ideen der französischen, italienischen und deutschen Aufklärung.

## Vorgeschichte

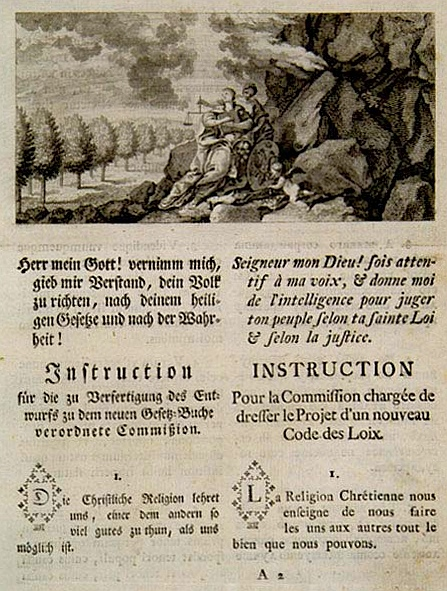
Erste Seite des deutschen und französischen Texts in der viersprachigen Ausgabe der Großen Instruktion, 1770

Am Beginn der Herrschaft Katharinas II. war die Situation auf dem Gebiet des Rechts und der Gesetzgebung in Russland unübersichtlich. Es gab eine Vielzahl von Dekreten, Chartas und Manifesten. Das einzige Gesetzeswerk war das Sobornoje Uloschenije (russisch Соборное Уложение) aus dem Jahre 1649, eine Sammlung von Einzelurteilen ohne innere Systematik. Schon Kaiserin Elisabeth hatte versucht, eine Kommission für die Vorbereitung eines neuen Gesetzbuchs zu etablieren. Diese Unternehmung kam jedoch durch den Siebenjährigen Krieg zum Erliegen.
Katharina II. erkannte die Vereinheitlichung und Erneuerung der Gesetzgebung als dringende Aufgabe und kündigte mit dem Manifest vom 14. Dezember 1766 die Einberufung einer Gesetzbuch-Kommission an. Mit der Großen Instruktion legte sie im Jahr darauf die Arbeitsprinzipien und den Handlungsrahmen für die Kommission fest.
Seit Beginn des Jahres 1765 hatte Katharina an der Großen Instruktion gearbeitet und sich in zeitgenössische Werke über Staatsaufbau, Wirtschaft und Recht vertieft.
Bei etwa 280 Artikeln lässt sich der Einfluss von Charles Montesquieus Werk Vom Geist der Gesetze (Genf 1748) zeigen. Aber Katharina formte seinen absolutismuskritischen Entwurf in das Modell eines aufgeklärt-absolutistischen Behörden- und Beamtenstaates um.
Weitere 108 Artikel lassen sich auf Cesare Beccarias Werk Dei delitti e delle pene (1764) zurückführen. Katharina folgte seinen fortschrittlichen Prinzipien für Strafzumessung und dem Grundsatz gleicher Gesetze für alle Untertanen. Mit ihm stand sie auch im Briefwechsel.
Gleichfalls bedeutend war für sie Jakob Friedrich von Bielfelds zweibändiges Werk Institutions politiques(1760) über das Funktionieren staatlicher Ordnung. Von ihm übernahm sie die Unterordnung der Geistlichkeit unter die fürstliche Gewalt, den Verzicht auf Gewaltenteilung, und das größtmögliche allgemeine Wohl als umfassenden Staatszweck und höchstes Erziehungsideal.

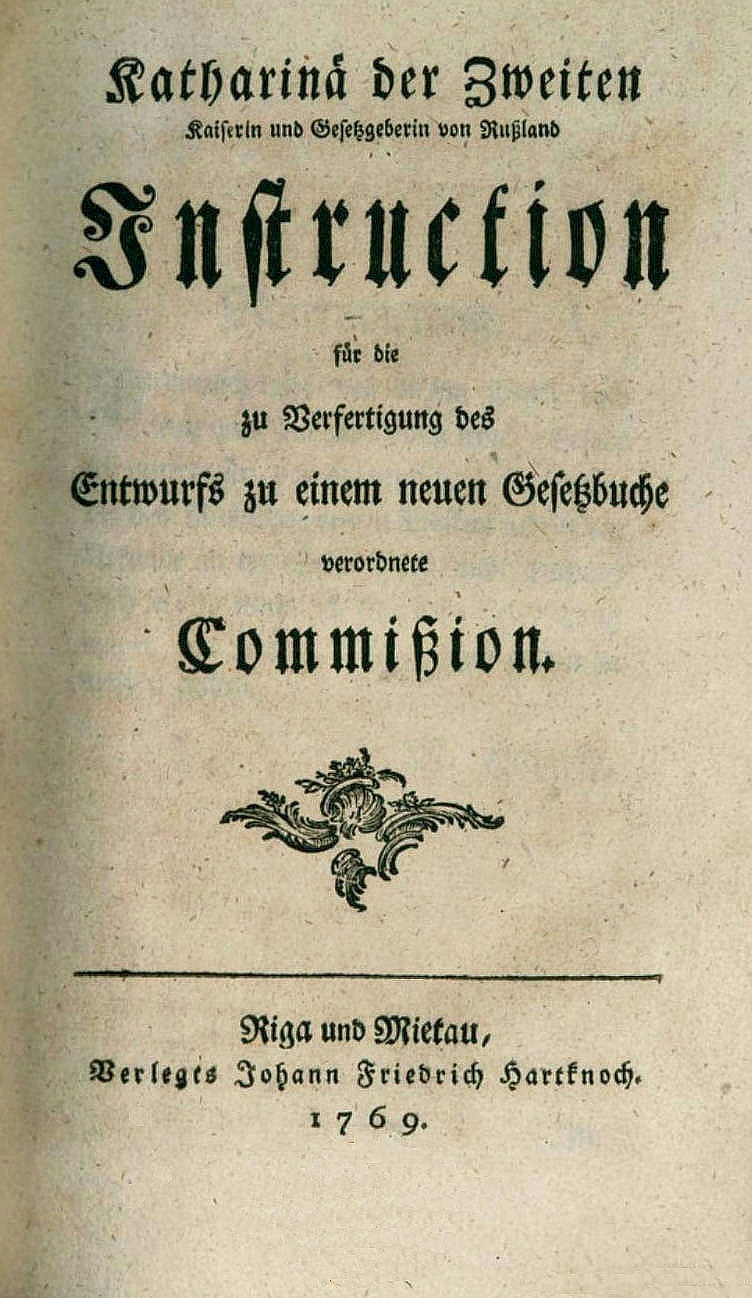
Titelblatt der Großen Instruktion in deutscher Übersetzung, 1769

Ideen des Kameralisten Johann Heinrich Gottlob von Justi und sein Werk Die Grundfeste zu der Macht und Glückseligkeit der Staaten (1760/61) nutzte Katharina ebenso wie Artikel von Diderot und d’Alembert aus der Encyclopédie sowie die Schrift Observations sur le droit naturel des Physiokraten François Quesnay (1765).
Einfluss hatte auch Voltaire, der in seinem Essay über die Sitten und den Geist der Nationen (1756) schrieb, dass im Jahrhundert der Aufklärung nicht mehr die großen Waffentaten, sondern die Veränderungen der Sitten, die Gesetzgebung, Handel, Gewerbe und Verkehr, Künste und Bildung von der Geschichtsschreibung gewürdigt werden sollen.
Nachdem mehrere ihrer Berater, die einflussreiche Interessengruppen des Hofes repräsentierten, den Text ganz oder in Teilen gelesen hatten, sah sich Katharina zu Überarbeitungen veranlasst. Aus der Entstehungsgeschichte und der Vielzahl verwendeter Quellen erklären sich manche Widersprüche im Werk.
Eine russische und eine deutsche Ausgabe der auf Französisch verfassten Großen Instruktion wurden am 10. August 1767 in Moskau gedruckt. Eine deutsche Übersetzung verlegte Johann Friedrich Hartknoch 1769 in Mitau.
Die offizielle viersprachige Ausgabe in Russisch, Latein, Deutsch und Französisch wurde 1770 von der Akademie der Wissenschaften St. Petersburg herausgegeben.

## Inhalt und Hauptaussagen
Die Große Instruktion besteht aus 655 Artikeln in 22 Kapiteln.
- Gesetze müssen der Beschaffenheit von Land und Volk entsprechen (Präambel, Artikel 1–5)
- Russland ist eine Europäische Macht (Kapitel 1, Artikel 6–7)
- Das Russische Reich kann nur von einem souveränen Herrscher regiert werden (Kapitel 2, Artikel 8–16)
- Der Senat und die untergeordneten Behörden im Land (Kapitel 3 und 4, Artikel 17–30)
- Gleichheit und Freiheit der Bürger (Kapitel 5, Artikel 31–39)
- Gesetze und die Gesetzgebungspolitik des Staates (Kapitel 6 und 7, Artikel 40–79)
- Sinn und Maß der Strafen, Gerichtsprozess (Kapitel 8 und 9, Artikel 80–141)
- Strafgericht, Verhaftung und Verhör (Kapitel 10, Artikel 142–249)
- Untertänigkeit, Leibeigenschaft (Kapitel 11, Artikel 250–263)
- Vermehrung des Volkes im Reich (Kapitel 12, Artikel 264–292)
- Handwerk und Handel (Kapitel 13, Artikel 293–347)
- Erziehung (Kapitel 14, Artikel 348–356)
- Adel, Mittlerer Stand, Städte (Kapitel 15–17, Artikel 357–403)
- Erbrecht (Kapitel 18, Artikel 404–439)
- Die Sprache der Gesetze, Verordnungen und Erlasse (Kapitel 19, Artikel 440–462)
- Verschiedene Ergänzungen (Kapitel 20, Artikel 463–526)
- Schlussbestimmungen: Diese Instruktion ist in der Gesetzbuch-Kommission monatlich einmal vorzulesen. Sollte die Kommission Lücken feststellen, darf sie um Ergänzung bitten. (Beschluß, Artikel 525–526)
- Aufgaben der Polizei (Anhang 1, Kapitel 21, Artikel 527–566)
- Verwaltung von Wirtschaft und Finanzen (Anhang 2, Kapitel 22, Artikel 567–655)

### Russland als europäische Macht
Nach der Präambel beginnt die Instruktion mit dem Satz Russland ist eine Europäische Macht, der einerseits Bestätigung ist für die von Peter I. eingeleitete Öffnung Russlands nach Europa und andererseits den Anspruch Katharinas bekräftigt, diese Politik fortzuführen und eine Rolle im Konzert der europäischen Mächte zu spielen.

### Das Land und seine Verfassung
Die ideale Regierungsform für Russland ist die alleinige Herrschaft eines Souveräns, in dessen Händen alle Macht liegt. Das ist in der Größe des Russischen Reiches begründet. Außerdem ist es besser,  unter einem einzigen Herrn, den Gesetzen unterworfen zu sein, als sich nach dem Willen vieler zu richten … Eine andere Regierungsform … würde für Russland … zuletzt die Ursache seines Umsturzes werden. Eine Regierung, welche die natürlichen Freiheiten weniger als eine andere einschränkt und die Menschen zur Erlangung der höchsten Wohlfahrt leitet, entspricht am besten den Absichten, die man bei vernünftigen Geschöpfen voraussetzt, als auch dem Zwecke … bürgerlicher Gesellschaften. Endzweck souveräner Regierungen ist, der Ruhm der Bürger, des Reichs und des Regenten. Diese Staatsidee einer gemeinschaftlichen, geordneten und glückseligen Gesellschaft, die sich als Ganzes der Wohlfahrt verpflichtet sieht, entnahm Katharina den Texten von Justi.
Der Souverän regiert mit Hilfe einer hierarchisch organisierten Verwaltung, an deren Spitze der Senat steht, der zugleich Appellationsgericht ist. Die Verwaltungsorgane sind sowohl Exekutivorgan als auch Gericht und haben die Aufgabe, die Gesetze dem Volk bekannt zu machen und über ihre Einhaltung zu wachen.

### Gleichheit, Freiheit und Sicherheit
Die Gleichheit aller Bürger besteht darin, dass sie sämtlich einerlei Gesetzen unterworfen sind. Die Gleichheit erfordert gute Einrichtungen, die den Reichen verwehren, diejenigen, die weniger Vermögen als sie besitzen, zu unterdrücken, und die Würden und Ämter, die ihnen nur als Verwaltern des Staates anvertraut sind, zu ihrem eignen Vorteil anzuwenden.
Die allgemeine, oder politische, Freiheit besteht nicht darin, dass einer alles tun könne, was ihn gelüstet. … Die Freiheit ist das Recht, alles das zu tun, was die Gesetze erlauben. … Die politische Freiheit des Bürgers ist die Ruhe des Gemüts, die aus der Meinung entsteht, dass jeder seine eigene Sicherheit genießt; … und dazu müssen die Gesetze so beschaffen sein, dass kein Bürger Ursache habe, sich vor den anderen zu fürchten, sondern dass sich alle vor den Gesetzen fürchten.
Katharinas Freiheitsbegriff basiert auf dem Idealbild einer klug eingerichteten und fest gefügten Ständegesellschaft: Der Souverän schafft durch seine Gesetze einen Rahmen, in dem jeder sein Glück findet, und niemand Anlass hat, den Rahmen zu überschreiten - eine „gesetzmäßige Monarchie“. Diese Freiheit ist die Sicherheit vor Willkür. Persönliche Freiheit oder politische Mitwirkung haben hier keinen Platz.

### Adel, Mittlerer Stand, Bauern, Leibeigene
Am Beginn des 15. Kapitels Von dem Adel werden die drei Stände des Reichs charakterisiert - Leibeigenen zählen als Rechtlose nicht dazu:
- Der Landmann wohnt in Flecken und Dörfern, baut das Erdreich, welches mit seinen Früchten die Menschen aller übrigen Stände ernährt, und dies ist sein Los.
- In den Städten wohnen Bürger, die sich mit Handwerken, dem Handel, den Künsten und Wissenschaften beschäftigen.
- Der Adel ist ein vorzüglicher Titel, der diejenigen, die mit selbigem geziert sind, von andern unterscheidet.[10]

Katharina fasst den Adel nicht als eine politische Institution auf, sondern stellt ihn – nur durch einen Titel unterschieden – neben die anderen Stände.
Adel:
Tugend und Verdienste führen die Menschen auf die Ehrenstaffel des Adels. Was ihn auszeichnet sind Liebe zum Vaterland, Eifer zum Dienst, Gehorsam und die Treue gegen seinen Landesherrn. Doch obgleich die Kriegskunst das allerälteste Mittel ist, durch welches die Menschen zur adligen Würde gelangt sind, … ist dennoch die Rechtsverwaltung … nicht weniger nötig. Woraus denn folgt, dass man den Adelstand durch bürgerliche Tugenden eben so gut als durch kriegerische erwerben könne. … Die adligen Vorzüge müssen also sämtlich auf obenerwähnten Grundsätzen, die das Wesen des adligen Standes ausmachen, gegründet sein.
Allein Tugenden und Verdienste begründen die Zugehörigkeit zum Adel, und diese Ehre kann bei schlimmen Verfehlungen auch wieder aberkannt werden. Indem Katharina den Adel in die Verwaltung des Reichs einbindet, weicht sie von Montesquieu ab, dem Behörden Feinde der ständischen Monarchie waren.
Die Frage, ob der Adel auch Handel treiben dürfe, lässt Katharina offen, und zitiert Montesquieus ablehnende wie auch Justis zustimmende Meinung.
Mittlerer Stand:
Der Mittlere Stand wird in Kapitel 16 als der die Freiheit genießende Stand apostrophiert, von dessen Mitgliedern das Reich sich viel Gutes verspricht, wenn nämlich dieselben eine Einrichtung erhalten haben, die der Arbeitsamkeit und den guten Sitten zur Aufmunterung dient. Katharina lässt hier erkennen, dass sie große Erwartungen in diesen bürgerlichen Stand setzt, und erteilt der Gesetzbuch-Kommission den Auftrag, seine rechtliche Stellung so zu regeln, dass er ungehindert seiner Tätigkeit zum Wohl des gesamten Landes nachgehen kann. Auch die in Kapitel 17 angemahnten einheitlichen Gesetze für Städte und die Rechte ihrer Bürger dienen diesem Zweck. Mit dem Wahlgesetz zur Gesetzbuch-Kommission sicherte Katharina außerdem, dass dieser Stand die zahlenmäßig stärkste Abgeordnetengruppe stellte.
Bauern:
Im 12. Kapitel widmet sich Katharina der Lage der Bauern. Russland hat weite Landstriche, die weder bewohnt noch bearbeitet sind. Deshalb muss man das Wachstum der bäuerlichen Bevölkerung fördern. Bauern haben zwar 15 bis 20 Kinder, aber nur ein Viertel von ihnen erreicht das Erwachsenenalter. Katharina sieht in erster Linie den Land besitzenden Adel in der Verantwortung:
- Jetzt bleibt ein Ackersmann auf 15 Jahre lang von seinem Hause weg, … geht nach entfernten Städten seiner Nahrung nach und zieht fast im ganzen Reiche herum, um dem Herrn seine jährlichen Abgaben zu bezahlen. … Es wäre höchst nötig, dem Adel durch ein Gesetz vorzuschreiben, daß er … solche Abgaben vom Bauer forderte, die ihn am wenigsten von seinem Hause und seiner Familie entfernte.[15]
- Viele … pflegen zu sagen: Je größer die Armut der Untertanen ist, desto zahlreicher sind ihre Familien. Und wiederum: Je mehr man Abgaben von ihnen fordert, desto eher kommen sie in den Stand, solche zu bezahlen. Dies sind zwei verfängliche Schlüsse, die allezeit viel Schaden nach sich gezogen haben, und jederzeit das Verderben sveräner Reiche verursachen werden.[16]
- Wo weite Flächen brach liegen, weil die Besitzer alles Land an sich gebracht haben, fordert Katharina: Man verteile die wüsten Länder unter alle diejenigen, die keine Ländereien haben. Man gebe ihnen Mittel an die Hand, sie zu bearbeiten. Allein man tue solches ohne Zeitverlust.[17]

Leibeigene:
Kapitel 11 über die Leibeigenschaft zeigt, wie Katharina um einen Mittelweg ringt. Mochte sie auch selbst im Sinne einer radikaleren Variante der Aufklärung finden, dass die Leibeigenschaft der Menschenwürde widersprach, so machten Rückmeldungen ihrer Berater ihr deutlich, dass eine grundsätzliche Änderung an diesem Punkt den Interessen der Machteliten zuwiderlief. In der ersten Fassung der Instruktion waren noch Eigentumsrechte der Leibeigenen an beweglichen Gütern und eine gesetzliche Regelung der Patrimonialgerichtsbarkeit vorgesehen.
Die Endfassung dieses mehrfach überarbeiteten Kapitels ist ein Kompromiss: Einerseits gilt Untertänigkeit - und damit auch Leibeigenschaft - als eine natürliche Sache. Die bürgerliche Gesellschaft, so wie eine jede Einrichtung, erfordert eine gewisse Ordnung. Es müssen sein, die regieren und befehlen, und andere, die gehorchen. Dies ist der Ursprung aller Arten von Untertänigkeit. Auf der anderen Seite wird verlangt, dass die bürgerlichen Gesetze, den Missbrauch der Leibeigenschaft zu verhüten suchen und der Gefahr einer Empörung der Leibeigenen zuvorkommen. - Die Artikel 260 und 261 lassen die Forderung grundsätzlicherer Änderungen in abgeschwächter Form anklingen: Man muß nicht auf einmal, und durch ein allgemeines Gesetz, vielen Leibeigenen die Freiheit schenken. Die Gesetze können dadurch etwas Gutes stiften, wenn sie den Leibeigenen ein Eigentum bestimmen.

### Recht, Gesetz, Strafe
Gesetze sollen nur das regeln, was dem Staat oder seinen Untertanen schaden könnte. Wer zu viel verbietet, gibt Anlass zu neuen Verbrechen. Strafen müssen in einem angemessenen Verhältnis zum Verbrechen stehen. Alle Strafen, die den menschlichen Körper verstümmeln, müssen abgeschafft werden, ebenso die Todesstrafe. Ziel der Strafe muss die Abschreckung mit der wenigsten Grausamkeit sein. Folter ist eine Beleidigung der Gerechtigkeit. Katharina spricht sich für eine Kronzeugenregelung ebenso aus wie für die Möglichkeit der Schutzhaft in politischen Krisensituationen.
Das wirksamste Mittel, den Verbrechen vorzubeugen, ist eine gute Gesetzgebung, und dazu gehört, dass Gesetze nicht einzelne Stände begünstigen. Gesetze müssen in der gemeinen Sprache geschrieben sein, und das Gesetzbuch, das alle Gesetze in sich enthält, muss … ein jeder brauchen und wie einen Katechismus für einen geringen Preis kaufen können. Schon beim Lesenlernen sollen Kinder Bücher verwenden, die von den Gesetzen handeln.

### Religion und Toleranz
Das Thema der Religionen wird in der Großen Instruction ausschließlich unter dem staatspolitischen Gesichtspunkt ihrer Funktion für das Zusammenleben der Menschen behandelt. Die aufgeklärte Herrscherin beginnt ihre Ausführungen mit dem kurzen Gebet: Herr mein Gott! Vernimm mich, gieb mir Verstand, dein Volk zu richten nach deinem heiligen Gesetze und nach der Wahrheit!, und formuliert in Artikel 1 den ethischen Grundsatz: Die christliche Religion lehret uns, einer dem anderen soviel gutes zu thun, als uns möglich ist.
Im Nachtrags-Kapitel 20 wendet sie sich mit drei Artikeln auch dem Thema der religiösen Toleranz zu: In einem großen Reiche, dessen Herrschaft sich über so viel Völker erstrecket, würde es für die Ruhe und Sicherheit der Unterthanen höchstschädlich seyn, wenn man die verschiedenen Religionsübungen derselben verbieten, oder nicht erlauben wollte.
Es ist auch wirklich kein anderes Mittel, die verirrten Schafe wieder zu der Herde der Gläubigen zurück zu bringen, als dergleichen fremde Religionen auf eine von Unserer rechtgläubigen Kirche und der Politik unverwerflichen Art, zu dulden.
Die Verfolgung reizet die Gemüter der Menschen. Die Glaubens-Freyheit hingegen erweichet die verhärtetsten Herzen, beuget die Halsstarrigen, und ersticket ihre, der Ruhe des Reiches und der bürgerlichen Eintracht, nachtheiligen Zänkereyen.

## Wirkung und Bedeutung
Rechtzeitig zum Beginn der Beratungen der Gesetzbuch-Kommission hatte Katharina 1767 die russische Fassung der Instruktion in die Gouvernements schicken lassen mit der Anweisung, sie drei Mal im Jahr laut zu verlesen. Katharina hat auf diese Weise einen politischen Dialog über die Zukunft Russlands aufgenommen. In ihrer Regierungszeit erlebte die russische Ausgabe der "Instruktion" sieben Auflagen.
Die Reaktionen auf die Große Instruktion waren gemischt. Voltaire lobte sie überschwänglich, und schmeichelte seiner Brieffreundin. Denis Diderot kritisierte sie als nicht weitgehend genug. In Frankreich wurde sie als "libertäre" Schrift verboten.
Friedrich II., dem Katharina die deutsche Fassung zuschickte, schrieb ihr, dass sie in der jetzigen „Epoche der Gesetze“ als erste Frau den Namen einer Gesetzgeberin ihres Reiches tragen könne, sie dringe in die Feinheiten der Jurisprudenz ein und lege mit gerechten Gesetzen den Grund für das Glück ihrer Untertanen. Er bot ihr Hilfe an bei der Gründung einer Akademie für die Ausbildung von Richtern und Advokaten, an denen es in Russland fehlte. Doch Katharina schickte lieber junge Russen zum Jurastudium ins Ausland.
In Russland selbst musste die Herrscherin vor allem mit konservativer Kritik umgehen. Einer ihrer schärfsten Kritiker, Michail Schtscherbatow, warf ihr vor, die Traditionen der Autokratie aufzugeben, sich dem Gesetz zu unterwerfen und damit die Selbstherrschaft einzuschränken.
In ihren Memoiren schrieb Katharina über die Große Instruktion: Ich gebot, sie als das zu nehmen, was sie ist, als Regeln, auf die Meinung gründen kann, aber nicht als ein Gesetz. … Die Instruktion brachte viel mehr Einheit in alle Regeln und Gesichtspunkte, als dies früher der Fall gewesen war. Viele kannten von da an wenigstens den Willen des Gesetzgebers, und begannen auch danach zu handeln.

## Gesetzbuch-Kommission
Der Erlass vom 14. Dezember 1766 zur Einberufung der Gesetzbuch-Kommission enthält die wesentliche Festlegungen: Die Stände einer Region oder Stadt wählen in getrennten Versammlungen einen Deputierten, und formulieren ihre Bedürfnisse und Anliegen, die sie ihm als Instruktion (Nakaz) mitgeben. Jedem Deputierten wird ein jährliches Gehalt und eine (eingeschränkte) lebenslange Immunität zugesichert.
Die Kommission trat am 30. Juli 1767 mit 571 Deputierten in Moskau zusammen, darunter 29 Vertreter von Regierungsorganisationen, 142 Deputierte des Adels aus den Provinzen, 209 Vertreter der Städte, 71 Einhöfer und freie Bauern, 44 Kosaken, 54 Vertreter nichtrussischer Ethnien. Es wurden 16 Fachkommissionen gebildet, unter anderem für Abfassung des neuen Gesetzbuchs, für Sichtung der eingereichten Instruktionen und für Entwicklung der Städte. Bei den Diskussionen zeigten sich große Gegensätze zwischen den Deputierten. Um den Erfolg der Kommission zu sichern, hatte Katharina an die entscheidenden Positionen ihre Parteigänger gesetzt. Die Kaiserin selbst nahm an den Sitzungen nicht teil, ließ sich aber genau über den Fortgang unterrichten und las die Protokolle. Im Februar 1768 wurde die Kommission nach St. Petersburg verlegt und dort im Januar 1769 nach insgesamt 203 Sitzungen wegen der Kriegserklärung der Türkei an Russland beendet. Die Fachkommissionen arbeiteten zum Teil noch Jahre weiter.
Auch wenn die Gesetzbuch-Kommission kein neues Gesetzbuch erstellt hat, war sie für Katharina aus mehreren Gründen sehr nützlich. Schon die Einberufung der Kommission geschah nicht zuletzt in Kenntnis dessen, daß diese Landesversammlung die Legitimität der neuen Zarin auf eine breitere Grundlage stellen konnte. Die mehr als 1.500 eingereichten Instruktionen erbrachten ein genaueres Bild ihres Reiches, das sie ohne dieses aufwendige Unternehmen nicht erhalten hätte. … und Katharina sollte sich bei ihrem Regierungshandeln von diesen Erkenntnissen leiten lassen. … In der konkreten Folge der Gesetzbuch-Kommission wurden, wenngleich erst nach einigen Jahren, Gesetze zur Ordnung der Institutionen in der Provinz ebenso vorgelegt wie für die Städte. Den Gerichten und dem Strafrecht wandte sich Katharina selbst zu. Lediglich das Problem der Leibeigenschaft ging sie nicht mehr grundsätzlich an.